# Rhynchospora modesti-lucennoi
Espèce
Classification phylogénétique
Statut de conservation UICN

 EN B2ab(ii,iii,iv,v); C2a(i) : En danger
Rhynchospora modesti-lucennoi est une plante herbacée de la famille des Cyperaceae.

## Description
Rhynchospora modesti-lucennoi est une plante vivace possédant des tiges de 30  à   80 cm, grêles et à section triangulaire. Les fleurs forment une panicule généralement composée.

## Répartition
Cette plante pousse dans des marécages tourbeux au Maroc, en Algérie, en Tunisie, au Portugal et en Espagne.

## Statut de protection
Les populations, petites, éparses, totalisent moins de 1000 individus matures et couvrent moins de 500 km². Elles régressent en raison de l'assèchement des tourbières, de l'abaissement de la nappe phréatique et des modifications de cours d'eau. Voila pourquoi l'UICN considère cette espèce comme en danger.
C'est une plante protégée en Algérie.
Les populations espagnoles sont situées dans des parcs naturels.

## Synonymes
- Schoenus rugosus Vahl
- Rynchospora glauca Vahl
- Rynchospora rugosa (Vahl) S. Gale